# Mercedes-Benz W196
Mercedes-Benz W196 – samochód Formuły 1, zaprojektowany przez Hansa Scherrenberga, Ludwiga Krause i Hansa Gassmanna. Brał udział w zawodach Formuły 1 w latach 1954–1955, i wygrał 9 z 12 wyścigów, w których wystartował.
Posiadał rozrząd desmodromiczny oraz wtrysk paliwa i był rozwijany przez inżynierów Mercedesa, którzy czerpali z doświadczeń związanych z pracami nad silnikiem Messerschmitta Bf 109.
Na modelu W196 został oparty Mercedes-Benz 300 SLR.
Słynną wersją modelu był "Typ Monza" (streamliner) o bardzo opływowym kształcie nadwozia.

## Typ Monza
Model W196 zadebiutował w Grand Prix Francji 1954, mając bardzo aerodynamiczne nadwozie, wykonane z aluminium. Fangio i Kling ukończyli wyścig na dwóch pierwszych miejscach, a Herrmann ustanowił najszybsze okrążenie. Tego samego samochodu użyto podczas wyścigu o Grand Prix Włoch na Monzy, stąd też nazwano go "Typ Monza". Używano również angielskiego określenia streamliner (ang. streamline – opływowy).

## Typ R
"Typ R" była to wersja o odkrytych kołach. Stosowano ją na krętych torach, do których nie nadawała się wersja streamliner, o czym Mercedes przekonał się podczas Grand Prix Wielkiej Brytanii. Typ R zadebiutował podczas Grand Prix Niemiec. Za jego pomocą Fangio wygrał trzy wyścigi, co dało mu drugi tytuł mistrza świata.
W sezonie 1955 Mercedes wygrał wszystkie wyścigi poza Grand Prix Monako, kiedy to odpadli wszyscy kierowcy Mercedesa.
Mimo bardzo dobrych wyników kierowcy określali model W196 jako "trochę trudny w prowadzeniu, z tendencją do nadsterowności".
Na skutek tragedii w Le Mans Mercedes wycofał się ze sportów motorowych po roku 1955.

## Silnik
Przepisy na sezon 1954 dopuszczały dwa rodzaje silników: wolnossący o pojemności 2,5 litra bądź doładowany o pojemność 0,75 litra. Oczekiwano, że moc silników będzie wahać się między 250 a 300 KM.
Silnik Mercedesa V8 z 1939 roku z dwustopniowym doładowaniem o pojemności 1,5 l produkował 278 KM przy 8250 obr./min. Zmniejszenie o połowę dałoby moc zaledwie 139 KM.
Badania prowadzone przez Mercedesa wykazały, że silnik doładowany może osiągnąć 290 KM przy 10000 obr./min, ale by działała sprężarka, wymagane jest 100 KM. Ponadto silnik taki zużywałby ponad 2 razy więcej paliwa niż silniki wolnossące o tej samej mocy. Zdecydowano, że właściwym wyborem będzie silnik o pojemności 2,5 litra. Była to znacząca zmiana filozofii Mercedesa, ponieważ wszystkie silniki wyścigowe tej firmy od lat 20. były doładowane.
Silnik R8 o pojemności 2496,87 cm³ produkował podczas pierwszego wyścigu 257 KM. Jego moc była jednak zwiększana i w 1955 roku osiągał już 290 KM przy 8500 obr./min.

## Wyniki

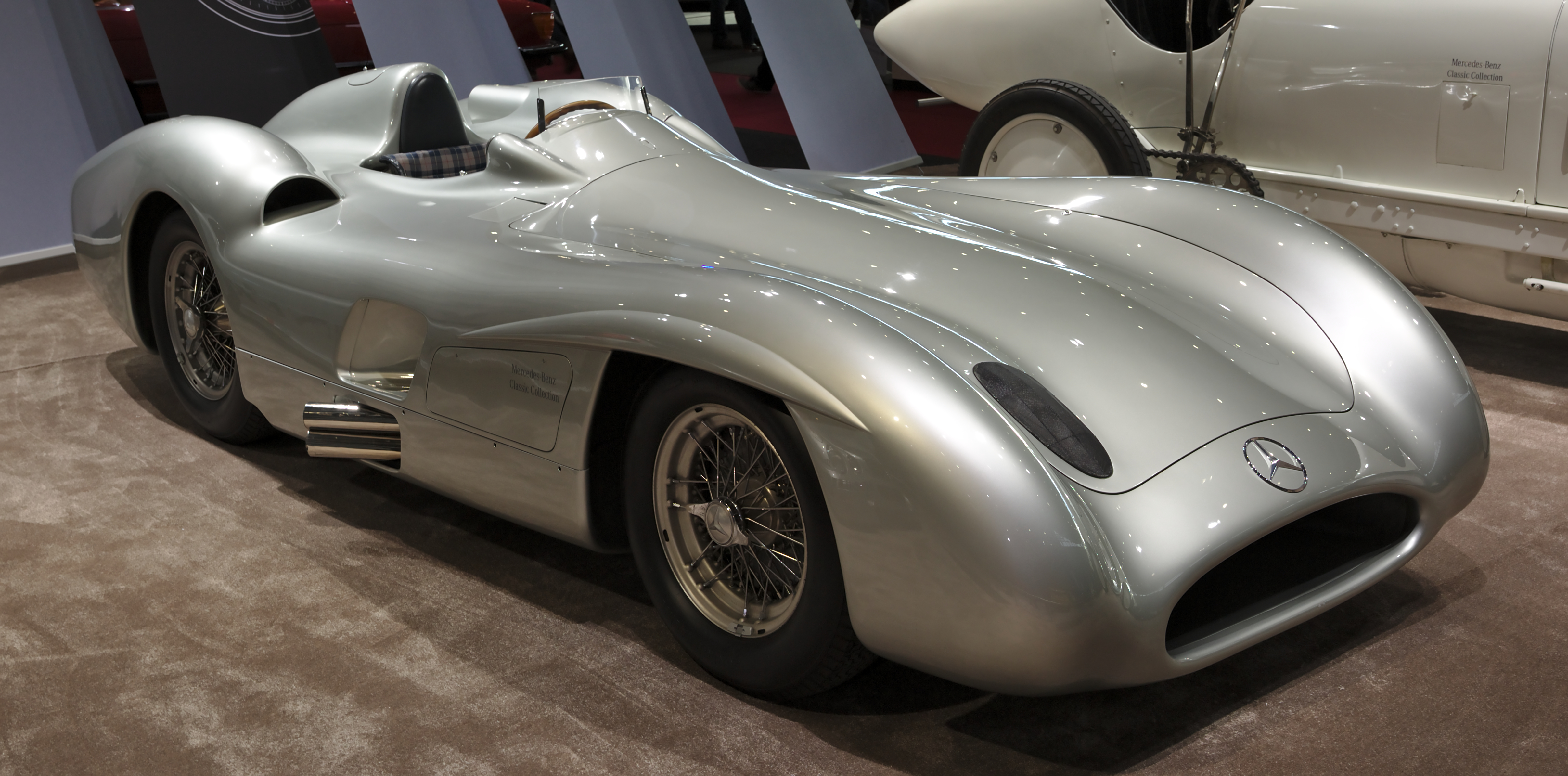
Mercedes-Benz W196 streamliner

| Legenda oznaczeń w tabelach wyników Wyświetl szablon na nowej stronie | Legenda oznaczeń w tabelach wyników Wyświetl szablon na nowej stronie                                                                     |
| Oznaczenie                                                            | Wyjaśnienie |
| --------------------------------------------------------------------- | --- |
| Złoty                                                                 | Zwycięzca lub mistrzostwo |
| Srebrny                                                               | 2. miejsce lub wicemistrzostwo |
| Brązowy                                                               | 3. miejsce lub II wicemistrzostwo |
| Zielony                                                               | Ukończył, punktował (w klasyfikacji generalnej, gdy zdobył co najmniej jeden punkt na przestrzeni sezonu, poza trzema powyższymi opcjami) |
| Niebieski                                                             | Ukończył, nie punktował (w klasyfikacji generalnej, gdy nie zdobył co najmniej jednego punktu na przestrzeni sezonu)                      |
| Czerwony                                                              | Nie zakwalifikował się (NZ) |
| Czerwony                                                              | Nie prekwalifikował się (NPK) |
| Różowy                                                                | Nie ukończył (NU) |
| Różowy                                                                | Niesklasyfikowany (NS) (w klasyfikacji generalnej, gdy nie został sklasyfikowany w żadnym wyścigu sezonu)                                 |
| Czarny                                                                | Zdyskwalifikowany (DK) |
| Czarny                                                                | Wykluczony (WYK/EX) |
| Biały                                                                 | Nie wystartował (NW) |
| Biały                                                                 | Kontuzjowany (K/INJ) |
| Biały                                                                 | Wyścig odwołany (OD/C) |
| Bez koloru                                                            | Został wycofany (WYC/WD) |
| Bez koloru                                                            | Nie przybył (NP/DNA) |
| Bez koloru                                                            | Nie brał udziału w treningach (NT/DNP) |
| Bez koloru                                                            | Nie został zgłoszony (–) |
| Pogrubienie                                                           | Start z pole position |
| Kursywa                                                               | Najszybsze okrążenie wyścigu |
| †                                                                     | Nie ukończył, ale jego rezultat został zaliczony ze względu na przejechanie więcej niż 90% dystansu wyścigu.                              |
| *                                                                     | Sezon w trakcie |
| 1/2/3                                                                 | Punktowana pozycja w sprincie kwalifikacyjnym                                                                                             |
| Lista systemów punktacji Formuły 1                                    | |

| Sezon | Zespół   | Silnik   | Opony | Kierowcy           | 1   | 2   | 3   | 4   | 5   | 6   | 7   | 8   | 9   | Pkt. | Msc. |
| ----- | -------- | -------- | ----- | ------------------ | --- | --- | --- | --- | --- | --- | --- | --- | --- | ---- | ---- |
| 1954  | Mercedes | Mercedes | C     |                    | ARG | 500 | BEL | FRA | GBR | DEU | SUI | ITA | ESP | –    | –    |
| 1954  | Mercedes | Mercedes | C     | Juan Manuel Fangio |     |     |     | 1   | 4   | 1   | 1   | 1   | 3   | –    | –    |
| 1954  | Mercedes | Mercedes | C     | Karl Kling         |     |     |     | 2   | 7   | 4   | NU  | NU  | 5   | –    | –    |
| 1954  | Mercedes | Mercedes | C     | Hans Herrmann      |     |     |     | NU  |     | NU  | 3   | 4   | NU  | –    | –    |
| 1954  | Mercedes | Mercedes | C     | Hermann Lang       |     |     |     |     | NU  |     |     |     |     | –    | –    |
| 1955  | Mercedes | Mercedes | C     |                    | ARG | MCO | 500 | BEL | NLD | GBR | ITA |     |     | –    | –    |
| 1955  | Mercedes | Mercedes | C     | Juan Manuel Fangio | 1   | NU  |     | 1   | 1   | 2   | 1   |     |     | –    | –    |
| 1955  | Mercedes | Mercedes | C     | Karl Kling         | 4†  |     |     | NU  | NU  | 3   | NU  |     |     | –    | –    |
| 1955  | Mercedes | Mercedes | C     | Stirling Moss      | 4†  | 9   |     | 2   | 2   | 1   | NU  |     |     | –    | –    |
| 1955  | Mercedes | Mercedes | C     | Hans Herrmann      | 4†  | NW  |     |     |     |     |     |     |     | –    | –    |
| 1955  | Mercedes | Mercedes | C     | André Simon        |     | NU  |     |     |     |     |     |     |     | –    | –    |
| 1955  | Mercedes | Mercedes | C     | Piero Taruffi      |     |     |     |     |     | 4   | 2   |     |     | –    | –    |

† – samochód współdzielony.